# Loyola
Loyola és una concentració de població designada pel cens dels Estats Units a l'estat de Califòrnia. Segons el cens del 2000 tenia 3.478 habitants.

## Demografia
Segons el cens del 2000, Loyola tenia 3.478 habitants, 1.275 habitatges, i 1.039 famílies. La densitat de població era de 771,8 habitants/km².
Dels 1.275 habitatges en un 33,8% hi vivien nens de menys de 18 anys, en un 74,4% hi vivien parelles casades, en un 4,9% dones solteres, i en un 18,5% no eren unitats familiars. En el 14% dels habitatges hi vivien persones soles el 7,8% de les quals corresponia a persones de 65 anys o més que vivien soles. El nombre mitjà de persones vivint en cada habitatge era de 2,73 i el nombre mitjà de persones que vivien en cada família era de 2,97.
Per edats la població es repartia de la següent manera: un 23,1% tenia menys de 18 anys, un 3,8% entre 18 i 24, un 22,5% entre 25 i 44, un 34,3% de 45 a 60 i un 16,3% 65 anys o més.
L'edat mediana era de 45 anys. Per cada 100 dones de 18 o més anys hi havia 93,6 homes.
La renda mediana per habitatge era de 140.617 $ i la renda mediana per família de 149.379 $. Els homes tenien una renda mediana de 100,001 $ mentre que les dones 69.306 $. La renda per capita de la població era de 68.730 $. Cap de les famílies i el 0,8% de la població estaven per davall del llindar de pobresa.

## Poblacions properes
El següent diagrama mostra les poblacions més properes.